# Ницерголин
Ницерголин (англ. Nicergoline) — 1,6-Диметил-8b-(5-бром-никотиноил-оксиметил)-10 a-метоксиэрголин.
Синонимы: Никотэрголин, Сермион (Sermionum), Dasovas, Dospan, Ergotop, Fisilax, Nargoline, Nicotergoline, Nimergoline, Sinscleron, Varsan и др.

## Общая информация
По химической структуре является аналогом алкалоидов спорыньи, содержащим, помимо эрголинового ядра, бромзамещённый остаток никотиновой кислоты.
Подобно дигидрированным производным алкалоидов спорыньи (Дигидроэрготамин и др.), ницерголин оказывает α1-, α2-адреноблокирующее действие. Кроме того, он обладает миотропной спазмолитической активностью, особенно выраженной в отношении сосудов мозга и периферических сосудов, что в некоторой степени может быть связано с наличием в его молекуле остатка никотиновой кислоты. Препарат слабо влияет на артериальное давление.
Показаниями к применению ницерголина являются острые и хронические мозговые сосудистые расстройства, особенно при ранних нарушениях мозгового кровообращения (в том числе при церебральном атеросклерозе, последствиях тромбоза сосудов мозга и др.), при мигрени, вертиго (см. также Флунаризин), расстройствах периферического кровообращения (артериопатии конечностей, болезнь Рейно и др.), а также диабетическая ретинопатия, ишемические поражения зрительного нерва, дистрофические заболевания роговицы глаза.
Принимают ницерголин (сермион) внутрь перед едой в виде таблеток по 0,01 г (10 мг) 3 раза в день. Лечение проводят длительно (2—3 мес и более в зависимости от тяжести заболевания, эффективности лечения и переносимости). Эффект развивается постепенно.
Возможные побочные явления: гипотензия, головокружение, желудочно-кишечные расстройства, сонливость или, наоборот, нарушения сна, а также покраснение кожи лица и верхней половины тела, кожный зуд (см. Кислота никотиновая). Препарат противопоказан при артериальной гипотензии.
При выраженных побочных явлениях уменьшают дозу или прекращают приём препарата. При выраженной гипотензии следует принять лежачее положение.
28 июня 2013 Европейское Медицинское Агентство рекомендовало ограничить использование препаратов на основе алколоидов спорыньи, включая Ницерголин, по причине высокого риска возникновения фиброзных образований.

## Физические свойства
Белый или белый со слегка желтоватым оттенком кристаллический порошок, Практически нерастворим в воде, растворим в спирте.

## Форма выпуска
Форма выпуска: таблетки по 0,01 г (10 мг), таблетки по 0,03 г (30 мг).